# Hypoponera exoecata
Hypoponera exoecata är en myrart som först beskrevs av Wheeler 1928.  Hypoponera exoecata ingår i släktet Hypoponera och familjen myror. Inga underarter finns listade i Catalogue of Life.